# Soyaux
Soyaux é uma comuna francesa na região administrativa da Nova Aquitânia, no departamento de Charente. Estende-se por uma área de 12,76 km². Em 2010 a comuna tinha 9 862 habitantes (densidade: 772,9 hab./km²).